# Olivkardinal
Olivkardinal (Chlorothraupis carmioli) är en fågel i familjen kardinaler inom ordningen tättingar.

## Utseende och läte
Olivkardinalen är en stor och knubbig tätting med kraftig mörk näbb. Fjäderdräkten är oansenlig, helt olivgrön med något mer bjärt gulaktigt på strupe och övre delen av bröstet. Könen är lika. Hona rödstrupig myrkardinal är något slankare och mer långstjärtad med tydligare kontrasterande ljus strupe och ljusare ben. Lätet är ett raspig och gnissligt skällande ljud medan sången är en snabb och ljudligt vindlande sång med visslingar och tjippande ljud.

## Utbredning och taxonomi
Olivkardinal delas in i tre underarter med följande utbredning:
- C. c. carmioli – Nicaragua till nordvästra Panama
- C. c. magnirostris – västra Panama
- C. c. lutescens – centrala Panama till nordvästra Colombia

Den och gultyglad kardinal (C. frenata) betraktades tidigare som en och samma art. Tidigare placerades släktet Chlorothraupis bland tangarorna i Thraupidae, men DNA-studier visar att de hör till familjen kardinaler. 

## Levnadssätt
Olivkardinalen hittas i fuktiga skogar i låglänta områden och förberg. Där ses den röra sig i småflockar genom skogens lägre och mellersta skikt. Den slår ofta följe med kringvandrande artblandade flockar.

## Status och hot
Arten har ett stort utbredningsområde, men tros minska i antal, dock inte tillräckligt kraftigt för att den ska betraktas som hotad. Internationella naturvårdsunionen IUCN listar arten som livskraftig (LC).

## Namn
Fågelns vetenskapliga artnamn hedrar Franz Carmiol (född Franz Grasneck), tysk invandrare till och samlare av specimen i Costa Rica.